# Мищенко, Сергей Григорьевич
Серге́й Григо́рьевич Ми́щенко (укр. Сергі́й Григо́рович Мі́щенко, род. 13 августа 1971, Борисполь, Киевская область, УССР, СССР) — украинский политик и юрист. Народный депутат Украины V—VIII созывов.

## Образование
С 1987 по 1990 год учился в Черниговском юридическом техникуме, а с 1990 в 1995 года в Национальной юридической академии имени Ярослава Мудрого.
Имеет научную степень кандидата юридических наук по специальности уголовное право и криминология (уголовно-исполнительное право).

## Карьера
- 1994—1998 — помощник, старший помощник, следователь, заместитель прокурора Бориспольской межрайонной прокуратуры.
- 1998—2001 — заместитель прокурора Дарницкого района города Киева, прокурор Подольского района города Киева.
- Июль 2000 — сентябрь 2001 — начальник управления координации деятельности правоохранительных и других государственных органов по борьбе с коррупцией и организованной преступностью Генеральной прокуратуры Украины.
- Сентябрь 2001 — июль 2002 — прокурор Киевской области.
- Июль 2002 — декабрь 2003 — заместитель прокурора города Киева.
- Декабрь 2003 — январь 2004 — помощник, старший помощник Генерального прокурора Украины Геннадия Васильева.
- В 2005 году — советник по правовым вопросам Премьер-министра Украины Юлии Тимошенко.
- 25 мая 2006 — 15 июня 2007 — народный депутат Украины V созыва от Блока Юлии Тимошенко (№ 57 в избирательном списке). Заместитель главы Комитета Верховной Рады по вопросам борьбы с коррупцией и организованной преступностью. Досрочно прекратил свои полномочия во время массового сложения мандатов депутатами-оппозиционерами с целью проведения внеочередных выборов в Верховную Раду Украины.
- 23 ноября 2007 — 12 декабря 2012 — народный депутат Украины VI созыва от БЮТ (№ 57 в списке). Глава Комитета ВР по вопросам правовой политики. Вышел из фракции 30 июня 2012 года, поскольку его включили в непроходимую часть списка на очередных парламентских выборах[2].
- 12 декабря 2012 — 27 ноября 2014 — Народный депутат Украины 7-го созыва от избирательного округа № 98 Киевской области, самовыдвижение. «За» 34,33 %, 14 соперников. Председатель подкомитета по вопросам организации и деятельности нотариата Комитета ВР по вопросам правовой политики.
- С 27 ноября 2014 года — Народный депутат Украины 8-го созыва от избирательного округа № 98 Киевской области, самовыдвижение. «За» 40,41 %, 19 соперников. Член Комитета ВР по вопросам правовой политики и правосудья. Прогульщик пленарных заседаний в Верховной Раде 8 созыва. Фигурант трёх антикоррупционных расследований[3].
- 12 апреля 2016 года вошёл во фракцию Блок Петра Порошенко. После проигрыша Петра Порошенко на президентских выборах в 2019 году, внёс в Верховную раду Украины проект постановления о её роспуске.

Был членом партии Всеукраинское объединение «Батькивщина».

## Семья
Не женат. Родители: отец Мищенко Григорий Кондратьевич (род. 1940) и мать - Мищенко Мария Михайловна (род. 1940) — пенсионеры. Отец пяти детей: имеет четырех дочерей - Дарью, Ольгу, Меланию, Соломию, также сын Макарий.

## Награды, государственные ранги
С ноября 2001 года имеет ранг государственного советника юстиции 3-го класса (генерал-майор юстиции).
Заслуженный юрист Украины (с августа 2011). От награды отказался в знак протеста против власти Януковича.

## Другое
Увлекается спортом, туризмом и книгами.